# Mistrzostwa Świata w Kolarstwie Górskim 2008
19. Mistrzostwa Świata w Kolarstwie Górskim – zawody sportowe, które odbyły się w dniach 15 czerwca - 22 czerwca 2008 roku w Val di Sole we Włoszech.

## Wyniki
| Konkurencja:                     | Złoto:                                                                                      | Wynik   | Srebro:                                                                                | Wynik    | Brąz:                                                                                    | Wynik   |
| Cross country                    |                                                                                             |         |                                                                                        |          |                                                                                          |         |
| mężczyźni (22 czerwca)           | Christoph Sauser                                                                            | 1:58:26 | Florian Vogel                                                                          | 2:01:21  | Ralph Näf                                                                                | 2:02:46 |
| kobiety (22 czerwca)             | Margarita Fullana                                                                           | 1:39:01 | Sabine Spitz                                                                           | 1:40:44  | Irina Kalentjewa                                                                         | 1:41:21 |
| mężczyźni do lat 23 (20 czerwca) | Nino Schurter                                                                               | 1:44:34 | Burry Stander                                                                          | 1:45:15  | Matthias Flückiger                                                                       | 1:48:20 |
| kobiety do lat 23 (18 czerwca)   | Tanja Žakelj                                                                                | 1:35:31 | Nathalie Schneitter                                                                    | 1:38:30  | Aleksandra Dawidowicz                                                                    | 1:38:46 |
| juniorzy (19 czerwca)            | Peter Sagan                                                                                 | 1:35:21 | Arnaud Jouffroy                                                                        | 1:36:55  | Matthias Rupp                                                                            | 1:38:12 |
| juniorki (18 czerwca)            | Laura Abril                                                                                 | 1:16:08 | Barbara Benkó                                                                          | 1:16:46  | Mona Eiberweiser                                                                         | 1:18:19 |
| sztafeta mieszana (17 czerwca)   | Francja · Jean-Christophe Péraud · Arnaud Jouffroy · Laurence Leboucher · Alexis Vuillermoz | 1:24:45 | Szwajcaria · Florian Vogel · Matthias Rupp · Petra Henzi · Nino Schurter               | 1:27:07  | Włochy · Marco Aurelio Fontana · Gerhard Kerschbaumer · Eva Lechner · Cristian Cominelli | 1:27:08 |
| Downhill                         |                                                                                             |         |                                                                                        |          |                                                                                          |         |
| mężczyźni (21 czerwca)           | Gee Atherton                                                                                | 3:12.12 | Steve Peat                                                                             | 3:14.74  | Samuel Hill                                                                              | 3:15.27 |
| kobiety (21 czerwca)             | Rachel Atherton                                                                             | 3:49.92 | Sabrina Jonnier                                                                        | 4:01.91  | Emmeline Ragot                                                                           | 4:07.03 |
| juniorzy (21 czerwca)            | Josh Bryceland                                                                              | 3:23.55 | Sam Dale                                                                               | 3:31.06  | Rémi Thirion                                                                             | 3:32.13 |
| juniorki (21 czerwca)            | Anaïs Pajot                                                                                 | 4:17.71 | Myriam Nicole                                                                          | 4:23.44  | Mélanie Pugin                                                                            | 4:46.46 |
| Four cross                       |                                                                                             |         |                                                                                        |          |                                                                                          |         |
| mężczyźni (21 czerwca)           | Rafael Álvarez                                                                              |         | Roger Rinderknecht                                                                     |          | Mickael Deldycke                                                                         |         |
| kobiety (21 czerwca)             | Melissa Buhl                                                                                |         | Jana Horáková                                                                          |          | Romana Labounková                                                                        |         |
| Trial                            |                                                                                             |         |                                                                                        |          |                                                                                          |         |
| mężczyźni 26" (20 czerwca)       | Gilles Coustellier                                                                          | 27 pkt  | Vincent Hermance                                                                       | 33 pkt   | Daniel Comas                                                                             | 39 pkt  |
| mężczyźni 20" (19 czerwca)       | Benito Ros                                                                                  | 11 pkt  | Rafał Kumorowski                                                                       | 32 pkt   | Sebastian Hoffmann                                                                       | 36 pkt  |
| kobiety (19 czerwca)             | Gemma Abant                                                                                 | 16 pkt  | Karin Moor                                                                             | 20 pkt   | Julie Pesenti                                                                            | 21 pkt  |
| juniorzy 26" (20 czerwca)        | Loris Braun                                                                                 | 18 pkt  | James Barton                                                                           | 19,5 pkt | Kevin Aglae                                                                              | 27 pkt  |
| juniorzy 20" (19 czerwca)        | Abel Mustieles                                                                              | 25 pkt  | Loris Braun                                                                            | 28 pkt   | James Barton                                                                             | 30 pkt  |
| drużynowo (20 czerwca)           | Hiszpania · Abel Mustieles · Andreu Miro · Gemma Abant · Benito Ros · Daniel Comas          | 400 pkt | Francja · Kevin Aglae · Theau Courtes · Julie Pesenti · Marc Caisso · Vincent Hermance | 360 pkt  | Szwajcaria · Loris Braun · Jérome Chapuis · Karin Moor · Stefan Moor · Roger Keller      | 352 pkt |

## Tabela medalowa
| Miejsce | Państwo           |   |   |   | Razem |
| ------- | ----------------- | - | - | - | ----- |
| 1.      | Hiszpania         | 6 | 0 | 1 | 7     |
| 2.      | Szwajcaria        | 3 | 6 | 4 | 13    |
| 3.      | Francja           | 3 | 5 | 6 | 14    |
| 4.      | Wielka Brytania   | 3 | 2 | 0 | 5     |
| 5.      | Kolumbia          | 1 | 0 | 0 | 1     |
|         | Słowacja          | 1 | 0 | 0 | 1     |
|         | Słowenia          | 1 | 0 | 0 | 1     |
|         | Stany Zjednoczone | 1 | 0 | 0 | 1     |
| 9.      | Niemcy            | 0 | 1 | 2 | 3     |
| 10.     | Czechy            | 0 | 1 | 1 | 2     |
|         | Kanada            | 0 | 1 | 1 | 2     |
|         | Polska            | 0 | 1 | 1 | 2     |
| 13.     | Węgry             | 0 | 1 | 0 | 1     |
|         | Południowa Afryka | 0 | 1 | 0 | 1     |
| 15.     | Australia         | 0 | 0 | 1 | 1     |
|         | Rosja             | 0 | 0 | 1 | 1     |
|         | Włochy            | 0 | 0 | 1 | 1     |